# Gare de Brion - Montréal-la-Cluse
Ne doit pas être confondu avec Gare de Montréal ou Gare de La Cluse.
La gare de Brion - Montréal-la-Cluse est une gare ferroviaire française de la ligne de Bourg-en-Bresse à Bellegarde (dite aussi du Haut-Bugey), située sur le territoire de la commune de Brion, à proximité de Montréal-la-Cluse, dans le département de l'Ain en région Auvergne-Rhône-Alpes.
Elle est mise en service en 1996, en remplacement de la gare de La Cluse, par la Société nationale des chemins de fer français (SNCF), et pendant la fermeture de la ligne du Haut-Bugey, entre 2005 et 2010, sa situation ferroviaire est modifiée. 
C'est une halte voyageurs SNCF desservie par des trains régionaux TER Auvergne-Rhône-Alpes.

## Situation ferroviaire
Établie à 479 mètres d'altitude, la gare de Brion - Montréal-la-Cluse est située au point kilométrique (PK) 35,618 de la ligne de Bourg-en-Bresse à Bellegarde, entre les gares ouvertes de Nurieux et de Bellegarde.
Elle est également implantée au PK 115,490 du raccordement de la Cluse, qui donne accès à la ligne d'Andelot-en-Montagne à La Cluse, en direction de la gare de Bellignat.

## Histoire
À la suite de la fermeture du tronçon La Cluse - Bellegarde en 1990, la gare de La Cluse n'est plus qu'une gare de rebroussement. Il est décidé de faire un raccordement direct pour accélérer les relations Bourg-en-Bresse - Oyonnax. La gare de La Cluse est donc fermée et remplacée par la halte de Brion - Montréal-la-Cluse le 2 juin 1996. Celle-ci est composée d'un quai et une voie.

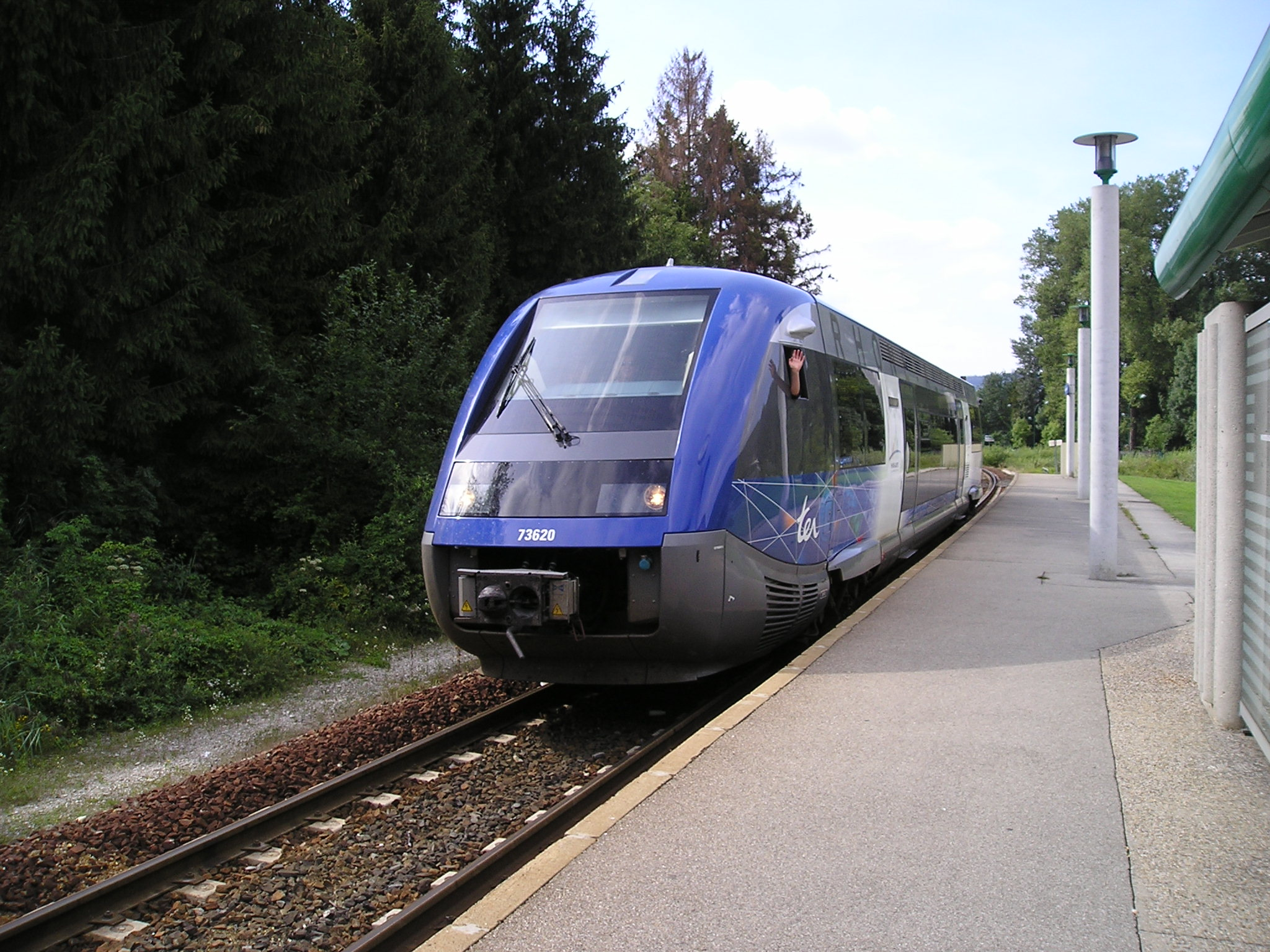
La gare de Brion - Montréal-la-Cluse le jour de la fermeture, 28 août 2005.

Fermée en septembre 2005 pour les travaux de rénovation de la ligne de Bourg-en-Bresse à Bellegarde, elle est rouverte le 12 décembre 2010.
À sa réouverture elle devient halte composée d'une seule voie, avec une voie directe supplémentaire en direction de Bellegarde qui a été créée mais qui n'est pas à quai. Elle est desservie par les TER reliant Bourg-en-Bresse à Oyonnax et Saint-Claude.

## Fréquentation
Selon les estimations de la SNCF, la fréquentation annuelle de la gare s'élève aux nombres indiqués dans le tableau ci-dessous.
| Année               | 2023   | 2022   | 2021   | 2020   | 2019   | 2018   | 2017   | 2016   | 2015   |
| ------------------- | ------ | ------ | ------ | ------ | ------ | ------ | ------ | ------ | ------ |
| Nombre de voyageurs | 45 871 | 46 414 | 34 660 | 25 344 | 35 922 | 32 292 | 32 521 | 38 422 | 44 243 |

## Service des voyageurs

### Accueil
Halte SNCF, c'est un point d'arrêt non géré (PANG) à entrée libre.

### Desserte
Brion - Montréal-la-Cluse est desservie par des trains TER Auvergne-Rhône-Alpes qui effectuent des missions entre les gares de Bourg-en-Bresse et d'Oyonnax.

### Intermodalité
Un parc pour les vélos et un parking pour les véhicules sont aménagés. Elle est desservie par des cars Région Express en complément et remplacement de dessertes ferroviaires.